# Uvariopsis zenkeri
Uvariopsis zenkeri är en kirimojaväxtart som beskrevs av Adolf Engler. Uvariopsis zenkeri ingår i släktet Uvariopsis och familjen kirimojaväxter. Inga underarter finns listade i Catalogue of Life.